# 葫芦笙
葫芦笙，是中国单簧气鸣乐器，为彝、拉祜、佤、僳僳、哈尼、黎、纳西、怒、普米、苗等民族的传统乐器。其名称，彝语称布若、昂；拉祜语称若、若果筚；佤语称拜、拜桂、恩拜因、唔变；僳僳语称玛纽、阿普筚；哈尼语称拉结、报扎；纳西语称妞篾、贝批又。流行于云南省楚雄彝族自治州、思茅地区、西双版纳傣族自治州、保山地区、临沧地区、德宏傣族景颇族自治州、怒江僳僳族自治州、丽江地区，四川省凉山彝族自治州，贵州省毕节地区、安顺地区、黔西南布依族苗族自治州和广西壮族自治区百色地区等地。

## 葫蘆笙與笙
葫蘆笙為笙演變的最原始的型態之一，即使用葫蘆製作笙斗的笙，簧片構造合現今的笙不大一樣，音色有別於一般的笙
苗數四到十二不等，按孔發音，笙苗底部穿出葫蘆製的笙斗外，開有底孔，按住底孔可發出上滑音大約兩度到三度
合奏少用，常見於雲南少數民族